# Orthotrichia angustella
Orthotrichia angustella är en nattsländeart som först beskrevs av Mclachlan 1865.  Orthotrichia angustella ingår i släktet Orthotrichia och familjen smånattsländor. Enligt den svenska rödlistan är arten nära hotad i Sverige. Arten förekommer i Götaland och Svealand. Artens livsmiljö är sjöar och vattendrag, våtmarker. Inga underarter finns listade i Catalogue of Life.